# Gösta Harding

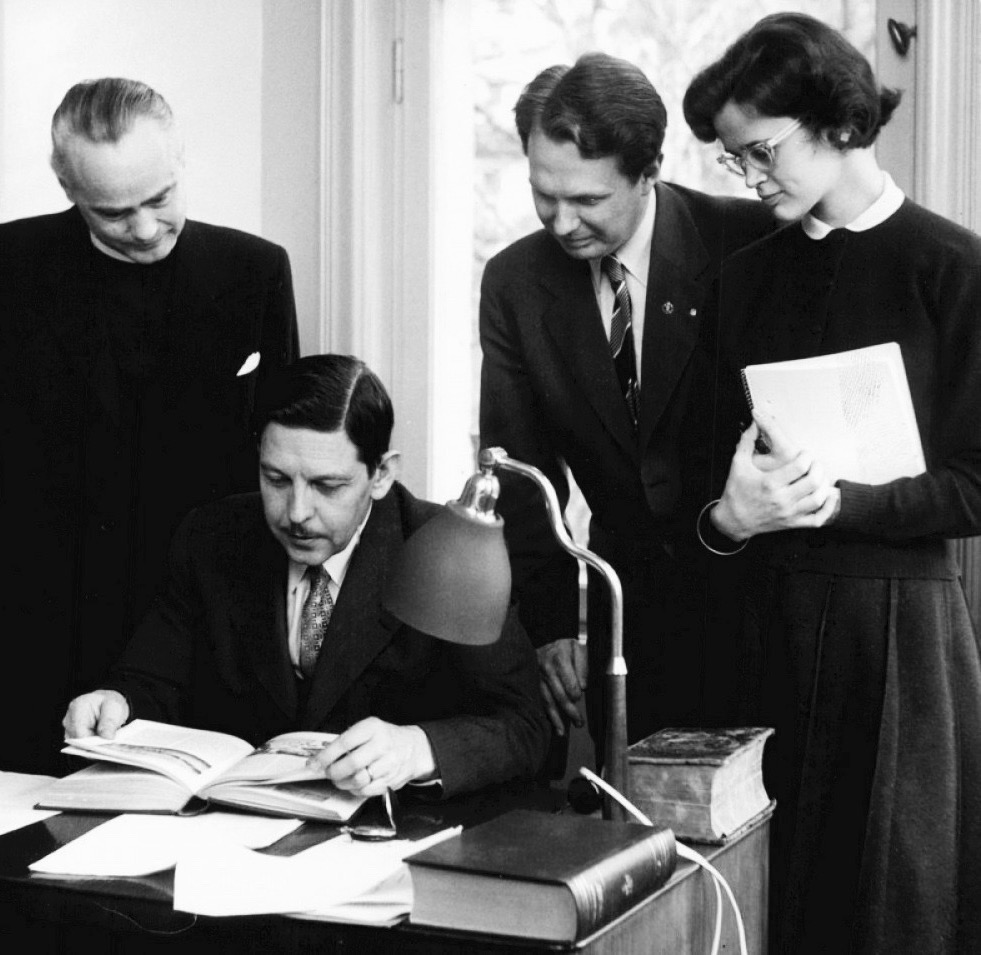
Överläkare Gösta Harding, sittande, omgiven av kyrkoherde Bengt Collste, kyrkoadjunkt Hans Sjöström och fröken Ebba Odencrants, 1957.

Gösta Turner Harding, född 23 juli 1906 i Uddevalla, död 25 oktober 1976, var en svensk läkare och psykiater.
Harding blev medicine licentiat vid Lunds universitet 1933, var underläkare vid Åre fjällkuranstalt 1935–1938 och innehade olika förordnanden vid medicinska och psykiatriska avdelningar 1938–1943. Han blev underläkare på neurologiska kliniken vid Serafimerlasarettet 1944 samt överläkare och föreståndare för Ericastiftelsens läkepedagogiska institut från 1945.
Harding var ordförande i Svensk barnpsykiatrisk förening 1950–1953, i Svenska psykoanalytiska föreningen 1954–1957 samt 1961–1962 och i Leksaksrådet från 1967. Han blev korresponderande ledamot av Svenska Tandläkaresällskapet 1967 och medicine hedersdoktor vid Karolinska institutet 1968. Av hans skrifter kan nämnas I uppväxtåren (1964), Leken som avslöjar (1965), De spännande åren (1967) och Tidig svensk psykiatri (1975) samt uppsatser och föredrag i psykologiska och psykiatriska ämnen och uppfostringsfrågor.
Gösta Harding är far till författaren och översättaren Gunnar Harding.